# Sissel Horndal
Sissel Horndal (* 17. Februar 1970) ist eine norwegische bildende Künstlerin, grafische Designerin, Illustratorin und Autorin.

## Leben
Hormdal lernte Malerei an der Kunst- und Filmhochschule Nordland sowie grafisches Design und Illustration an der Kunst- und Designhochschule Bergen. Zunächst arbeitete sie in Theaterproduktionen und in einem Werbebüro. Nun leitet sie die Firma Rabarbra Bokmakeri und arbeitet als bildende Künstlerin und Illustratorin. Sie ist in Mørsvikbotn ansässig.
1998 debütierte sie als Autorin mit dem Bilderbuch Ei halspastill-historie, welches sie geschrieben und illustriert hatte. Für dieses Buch erhielt sie den Nynorsk barnelitteraturpris, einen Kinderliteraturpreis für Literatur in Nynorsk. Im selben Jahr wurde das Kochbuch Ro, ro til fiskeskjær veröffentlicht, das sie zusammen mit dem Koch Mareno Storeide geschrieben hatte.
Darüber hinaus illustrierte sie Bücher von mehreren anderen Autoren, darunter mehrere samische Kinderbücher.

## Werk

### Geschrieben und illustriert
- 1998 – Ei halspastill-historie – Kinderbuch (Bilderbuch), Samlaget (Nynorsk)
- 2000 – Eg er ikkje trøtt – Kinderbuch (Bilderbuch), Samlaget (Nynorsk)
- 2008 – Himmelspringaren – Kinderbuch (Bilderbuch), Mangschou, Bergen (Nynorsk)
- 2010 – Stallo og sølvmånen – Liederbuch, zusammen mit Eirin Edvardsen
- 2014 – Historia om alfabetet – Bilderbuch, Rabarbra Bokmakeri, Mørsvikbotn (Nynorsk)
- 2014 – Hokus pokus 1-2-3 – Kinderbuch, Mangschou, Bergen (Nynorsk)
- 2015 – Sølvmånen – Bilderbuch, Forfatternes Forlag (Bokmål)
- 2019 – Fra stjernene til livet: en fortelling fra samisk mytologi – Kinderbuch, Iđut, Billefjord (Bokmål)

### Illustriert
- 1998 – Mareno Storeide: Ro, ro til fiskeskjær
- 2002 – Gøran Andersen: Stuorlådde
- 2003 – Knut Tore Andersen: Gå skirri sádá
- 2005 – Kine Hellebust: Ho Kirsti og eg
- 2005 – Siv-Ingunn Kintel og Adele Nystø Ráhka: Lávllaga
- 2006 – Kaia Kalstad: Giella Fábmo 4, Giella Fábmo Barggogirjje
- 2007 – Karin Kinge Lindboe: Døden i døra
- 2008 – Anne Osvaldsdatter Bjørkli: Huskereisa
- 2009 – Sissel Gaup: Sánit ráidalasas 1
- 2009 – Sissel Gaup: Sánit ráidalasas 2
- 2009 – red. Anders Kintel og Kåre Tjihkkom: Subttsasa Nordlándas
- 2011 – Knut Tore Andersen: Sjáŋŋarlåhkåmgirjje
- 2011 – Signe Iversen: Mánugánda ja Heike
- 2011 – Harald O. Lindbach: Logan vel eambbo
- 2011 – Karen Anne Buljo: Nieidagorži
- 2011 – Gunn Hild Lem: Måneskinnslandet
- 2011 – Liv Andersen og Egil Hyldmo: Folket som kunne fly
- 2011 – Ardis R. Eriksen: Sápmái go?

## Preise und Auszeichnungen
- 1998 – Nynorsk barnelitteraturpris (Kinderliteraturpreis für Literatur in Nynorsk) für Ei halspastill-historie
- 2008 – Nynorsk barnelitteraturpris für Himmelspringaren
- 2015 – norwegischer Blixpris für ihr Schaffen von Kinderliteratur auf Nynorsk.[4]
- 2018 – Kulturpreis der Sørfold Kommune.[5]